# Iscrizioni di Maizeret
Le Iscrizioni di Maizeret sono una raccolta di iscrizioni romane scoperte nel 1950 vicino alla città belga di Maizeret, nella provincia de Namur, regione Vallonia. Il significato di questi scritti, composti principalmente dai grafi romani I e V, rimane un mistero. Questi scritti non possono essere spiegati con assoluta certezza, gli archeologi hanno quindi perso interesse e il sito è stato abbandonato.
La datazione del sito rimane poco precisa; le iscrizioni potrebbero risalire dal I secolo a.C. al V secolo d.C.

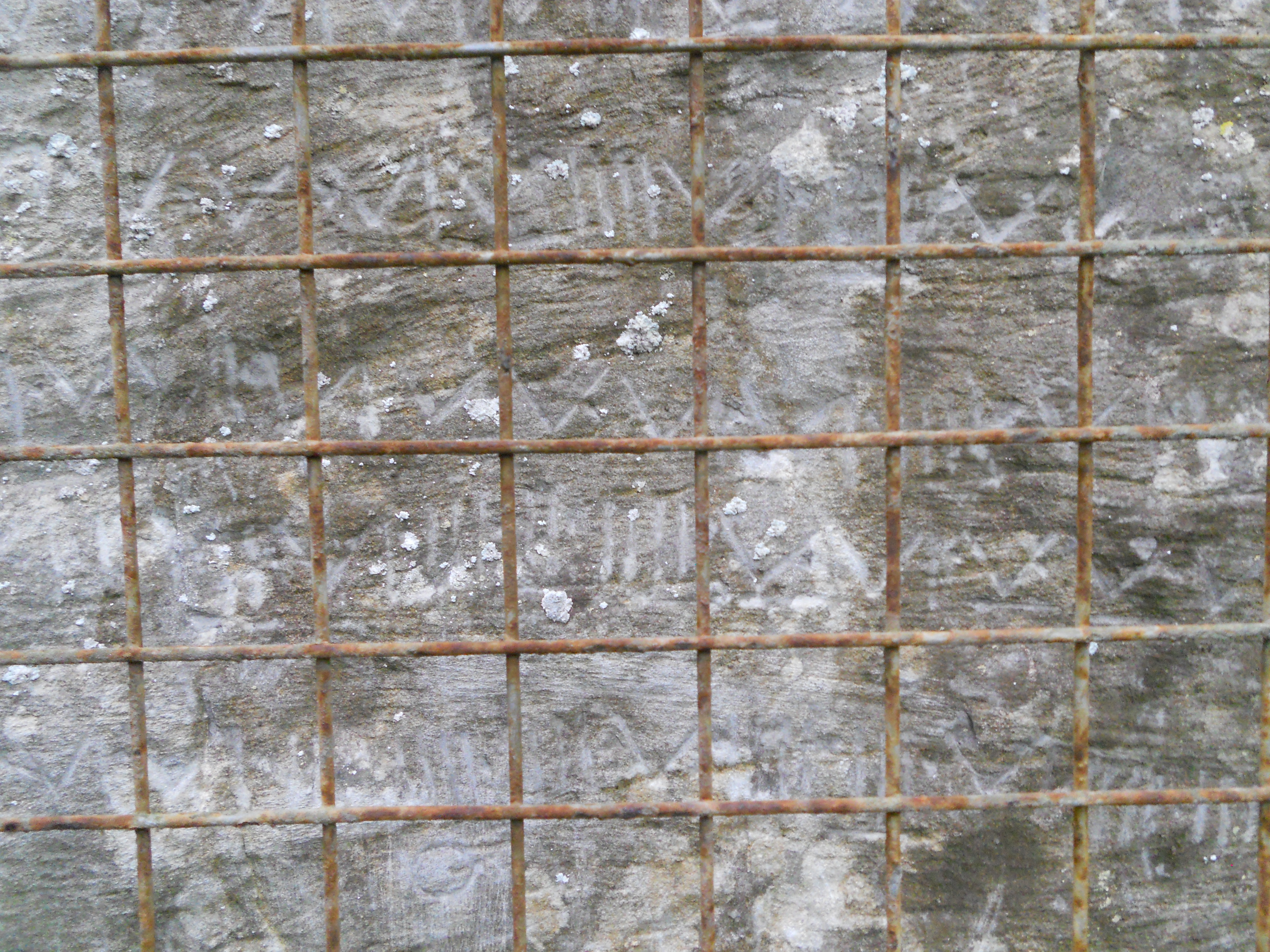
una parte delle iscrizioni di Maizeret protette da una grata in ferro

## Il Sito Archeologico
Le indecifrabili iscrizioni sono distribuite su una porzione di parete di circa 25 metri, posta alla base di una scogliera situata ad est della città di Maizeret.
Le iscrizioni sono divise in sette gruppi distinti, ciascuno protetto da una griglia ferrea di protezione.
Ad oggi però, data la perdita di interessa degli archeologi nel cercare di decifrare le iscrizioni, il sito è stato abbandonato e la vegetazione sta iniziando lentamente a reimpossessarsi della scogliera.

## Ipotesi
Sono state proposte diverse ipotesi sul significato dei grafi:
- Una scrittura ogamica o criptata.
- La contabilità di un commerciante. Alcuni archeologi hanno visto nei grafi le contabilità di vendita di schiavi atuatuci alle legioni romane.
- La datazione rimane poco facile, ma, in determinate ipotesi, le scritture potrebbe risalire prima del I secolo a.C. AC, entro il quinto secolo.